# Jainismo
El jainismo es una doctrina originada en la India, que surge en el siglo VI a. C. impulsada por Mahavira. Pregona una vía salvadora filosófica no centrada en el culto de ningún dios. Su práctica es la de realizar esfuerzos para encaminar al alma-conciencia hacia un estado divino y de liberación (moksa). Aquel ser que vence a sus enemigos interiores y alcanza el estado superior pasa a ser denominado yaina (‘vencedor’ o ‘conquistador’). El estado más elevado se conoce como siddha.
La filosofía jainista trata extensamente los problemas de metafísica, cosmología, ontología, epistemología y divinidad. El jainismo es esencialmente una religión no teísta, aunque no es antimetafísica, ya que cree en la existencia del alma. Continúa la antigua tradición de śramaṇa, que coexistió con la tradición védica desde la antigüedad. Las características distintivas de la filosofía jainista incluyen un dualismo, negación de un Dios creativo y omnipotente, karma, un universo eterno y no creado, ahimsa (no violencia), la teoría de las múltiples facetas de la verdad (anekantavada) y una moral basada en la liberación del alma. A menudo se ha descrito como un movimiento ascético por su fuerte énfasis en el autocontrol, las austeridades y la renuncia. También se lo ha llamado modelo de liberalismo filosófico por su insistencia en que la verdad es relativa y multifacética y por su disposición de acomodar todos los puntos de vista posibles de las filosofías rivales. El jainismo defiende firmemente la naturaleza individual de las almas y la responsabilidad personal por las decisiones de uno; y esos esfuerzos individuales son los únicos responsables de la liberación.
El jainismo es conocido en los textos antiguos también como śramaṇa dharma (deber del que confía en sí mismo) o el camino de los nirgranthas (aquellos sin apegos ni aversiones). Se trata de una religión nastika (no teísta), que no reconoce la autoridad de los textos sagrados hinduistas ni de los sacerdotes brahmanes.
La doctrina jainista enseña que el jainismo ha existido siempre y siempre existirá. Pese a ello, los historiadores datan la fundación y organización de la forma actual del jainismo entre los siglos IX y VI a. C., por el reformador religioso indio Parsuá. Se ha hipotetizado que ―como muchas tradiciones hinduistas― el jainismo podría tener su origen en la cultura del valle del río Indo, siendo una muestra de la espiritualidad nativa de esa zona anterior a la llegada a la India de la migración indoaria. Otros estudiosos sugieren que las tradiciones shramana eran contemporáneas y distintas a las prácticas religiosas de la religión védica.
Actualmente, el jainismo es una religión minoritaria pero influyente, con unos 4,2 millones de seguidores en la India. Está presente en Bengala (este de la India), Rayastán, Majarastra y Guyarat (centro occidental de la India) y Karnataka (sur de la India). Además de una exitosa y creciente comunidad emigrada a América del Norte, Europa Occidental, el Oriente de Asia, Australia y otros lugares.
La contribución de los jainistas en el desarrollo de la filosofía india ha sido significativa. Los conceptos filosóficos jainistas como ahimsa, karma, moksha etc. son comunes con otras religiones indias como el hinduismo y el budismo en varias formas. Mientras que el jainismo rastrea su filosofía de las enseñanzas de Mahavira, varios filósofos jainistas desde Kundakunda y Umasvati en la antigüedad a Yasovijaya (1624-1688) han contribuido al discurso filosófico indio en formas únicas. Los jainistas han influido y contribuido de manera significativa en las esferas éticas, políticas y económicas de la India. Además, tienen una larga tradición ilustrada, son la comunidad religiosa con mayor grado de alfabetización de la India y sus bibliotecas son las más antiguas del país.

## Orígenes del jainismo

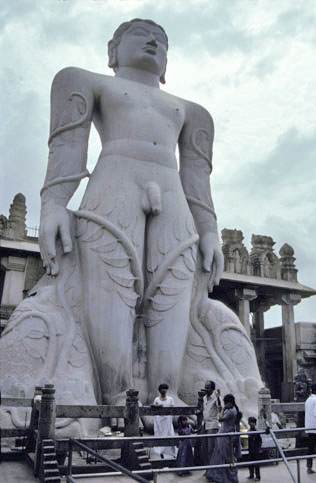
Estatua de Gomateshwara. Se trata de uno de los lugares de peregrinación tirtha, más relevantes para el jainismo. Representa a Rishabhanatha, el primer tirthankara del jainismo

Originario del subcontinente indio, el jainismo (o más apropiadamente el dharma jaina), fue fundado por el indio Mahavira (549-477 a. C., aunque varía según las fuentes).
No se conoce mucho acerca del origen del jainismo. Según sus seguidores, es una de las religiones más antiguas del mundo, de orígenes prehistóricos anteriores al 3000 a. C., lo que contradice los registros arqueológicos.
En el Matsia-purana (24.47) ―del siglo III d. C.― aparece una mención al yina-dharma (‘la religión de los yainas’).
Sostiene que la no violencia es el principio supremo (ajimsa paramo-dharma) e insiste en su observancia en pensamiento, palabra y acción a nivel individual y social. El texto sagrado Tatua-artha-sutra lo resume con la frase  «paras-para-upagrajo-yivanam» (‘unos a otros se sustentan las vidas’).
En el siglo V puede hablarse ya de una escisión consumada entre las dos principales corrientes a partir del Concilio de Vallabhi, evento histórico en el que solo tomaron parte svetambaras.

## Doctrina

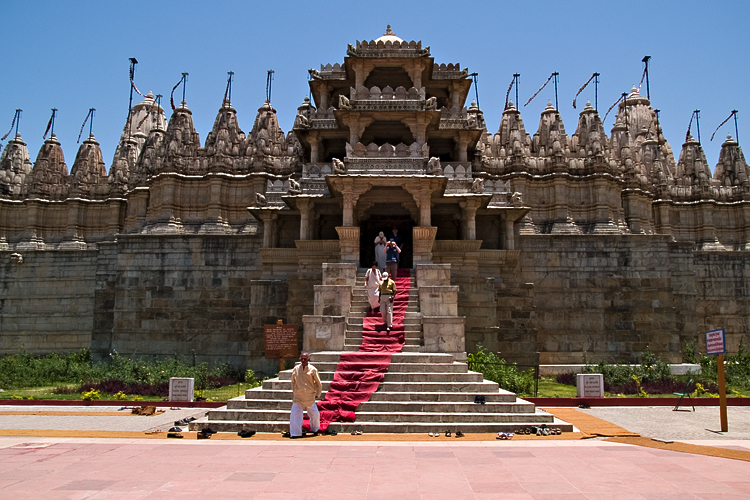
Entrada al yaina mandir (templo jaina) de Ranakpur (Rayastán, India).

Los jainas tienen una cosmología y creencias elaboradas, atestadas de nombres, categorías, clases, jerarquías, grados, órdenes, entre otros.
- Transteísmo: creen que el mundo es eterno y carece de principio. No existe una divinidad personal, y todas las posibles divinidades ―las almas de los perfectos arjat (‘adorables’, divinidades humanas) por ejemplo― no son emanación ni manifestación de ninguna divinidad apofática ni de ninguna Unidad (el Todo o Absoluto), conceptos y realidades que son igualmente negadas y rechazadas en el jainismo junto con la de un dios creador.
- Ateísmo: el universo no ha sido creado por ningún Dios o ser supremo, es el resultado inexorable de las leyes de la naturaleza autoimpuesta. No hay ningún creador (kartā) del universo, legislador, gobernador o agente externo sobrenatural. Aunque se hace mención a ciertos seres (devas), en general los jainas son indiferentes a estos seres. La creencia en estas entidades no es necesaria: aparecen en la cosmología jaina solo para hacer referencia a la rueda de las reencarnaciones de los seres vivos.
- Pananimismo: para el jainismo el universo es una totalidad viviente; todo ser posee un alma, más o menos compleja, diáfana o pesada. Desde la tierra o el viento, a los insectos o los mamíferos, todos los seres reflejan el universo y son dignos de respeto. Una concepción del mundo muy próxima al panteísmo.

En coherencia con lo anterior, los jainas practican la no violencia, el ayuno y la mortificación del propio cuerpo. A través de estas actividades esperan destruir el karma y evitar posteriores reencarnaciones.
El jainismo presenta una perspectiva igualitaria de todos los seres, sin importar las diferencias en las forma física: humanos, animales, y organismos vivientes microscópicos. Los humanos son los únicos poseedores de los seis sentidos: vista, oído, gusto, olfato, tacto y pensamiento; por lo tanto de los humanos se espera que actúen con responsabilidad hacia toda la vida siendo compasivos, sin egoísmo, sin miedo, racionales y misericordiosos.
Desde el punto de vista epistemológico, el jainismo es relativista, defiende que el conocimiento del mundo solo puede ser aproximado y que, con el tiempo, incluso su propia religión acabará por desaparecer. Este principio ha sido aplicado por sabios y pensadores jainas y se conoce como anekantavada.
La comunidad jaina distingue entre monjes y seglares. Los monjes se someten a una disciplina ascética superior a la de los laicos, aunque no ejercen el monopolio de la religión. Viven en un yina-sadman (monasterio jaina). Un yina-rishí (asceta jaina) toma cinco votos:
- Ahiṃsā अहिंसा (no violencia y compasión hacia todos los seres)
- Satya सत्य (hablar con la verdad)
- Asteya अस्तेय (honestidad, no robar)
- Brahmacharya ब्रह्मचर्य (abstenerse del sexo)
- Aparigrajá अपरिग्रह (practicar el desapego y la renuncia a las cosas materiales)

### Los Siete fundamentos (Metafísica)
Según los jainas, las almas (atman o jiva) son intrínsecamente puras y poseen las cualidades del conocimiento infinito, la percepción infinita, felicidad infinita y energía infinita. En la experiencia contemporánea, sin embargo, estas cualidades se encuentran latentes pero obstruidas, debido a la asociación del alma con una sustancia que se llama karma a través de una eternidad de tiempo sin principio. Esta esclavitud del alma se explica en los textos jaina por analogía con el oro, que siempre se encuentra mezclado con impurezas en su estado natural. Del mismo modo, el estado ideal puro del alma siempre se ha sobrepuesto con las impurezas del karma. A través de los siglos, los monjes jainas han desarrollado un corpus amplio y sofisticado de la literatura que describe la naturaleza del alma, diversos aspectos del funcionamiento del karma, y los medios para alcanzar la liberación final.
La doctrina jaina se basa en siete o nueve fundamentos que se conocen como tattva, que constituye un intento de explicar la naturaleza de la condición humana y para ofrecer soluciones a la misma:
1. Jīva: es la esencia de las entidades vivientes (el alma) es una sustancia diferente del cuerpo que la alberga. Sus atributos fundamentales son la conciencia, el conocimiento y la percepción.
2. ajiva: son las entidades no vivas, que consisten en la materia, el espacio y el tiempo.
3. asrava: La interacción entre jīva y ajiva causa el influjo de un karma (una forma particular de ajiva) en el alma, al que esta se adhiere.
4. bandha: La esclavitud al karma de la yiva que restringe tener su verdadero potencial del conocimiento perfecto y la percepción.
5. samvara: A través de la conducta correcta, es posible detener la afluencia de karma adicional
6. niryara: mediante la realización de la ascesis (tapas) y la meditación (bhavana), es posible destruir el karma existente
7. moksha: El yiva que ha retirado su karma se dice que es liberada y que tiene su calidad intrínseca y pura de conocimiento perfecto en su forma verdadera.

Algunos autores agregan dos categorías adicionales: los actos meritorios y demeritorios relacionados con el karma. Estos se llaman punia (‘mérito’) y papa (‘pecado’) respectivamente. El conocimiento de estos fundamentos es esencial para la liberación de la jiva. La jiva se convierte en un ser inmortal y perfecto, liberado de las miserias del samsara (la reencarnación).

### Deidades
Los tirthankaras (deidades omnipotentes y que han alcanzado el kevala gñana [‘único conocimiento’] u omnisciencia) se destacan de los 24 yinas (‘victoriosos’) principales que vivieron en cada uno de los seis ava-sarpinis (períodos descendentes de larga duración), que están divididos en seis etapas: bueno-bueno, bueno, bueno-malo, malo-bueno, malo, malo-malo. Los avasarpinís alternan con los ut-sarpinis, largos períodos ascendentes, cuyas etapas comienzan por malo-malo y terminan con bueno-bueno.
El último tirthankara que estuvo en la Tierra (en este último avasarpiní) fue Mahavira, el fundador del jainismo. Se cree que vivió en Biyar (India) poco tiempo antes de la época de Buda (483-368 a. C.).
Algunos historiadores[cita requerida] creen que las menciones al jaina-dharma (la religión jaina) que aparecen en los Puranas (que fueron compuestos en los primeros siglos de la era común), demuestran que los Puranas no son tan antiguos como pretenden los hinduistas (que dicen que provienen del III milenio a. C.).

### Cosmología jaina

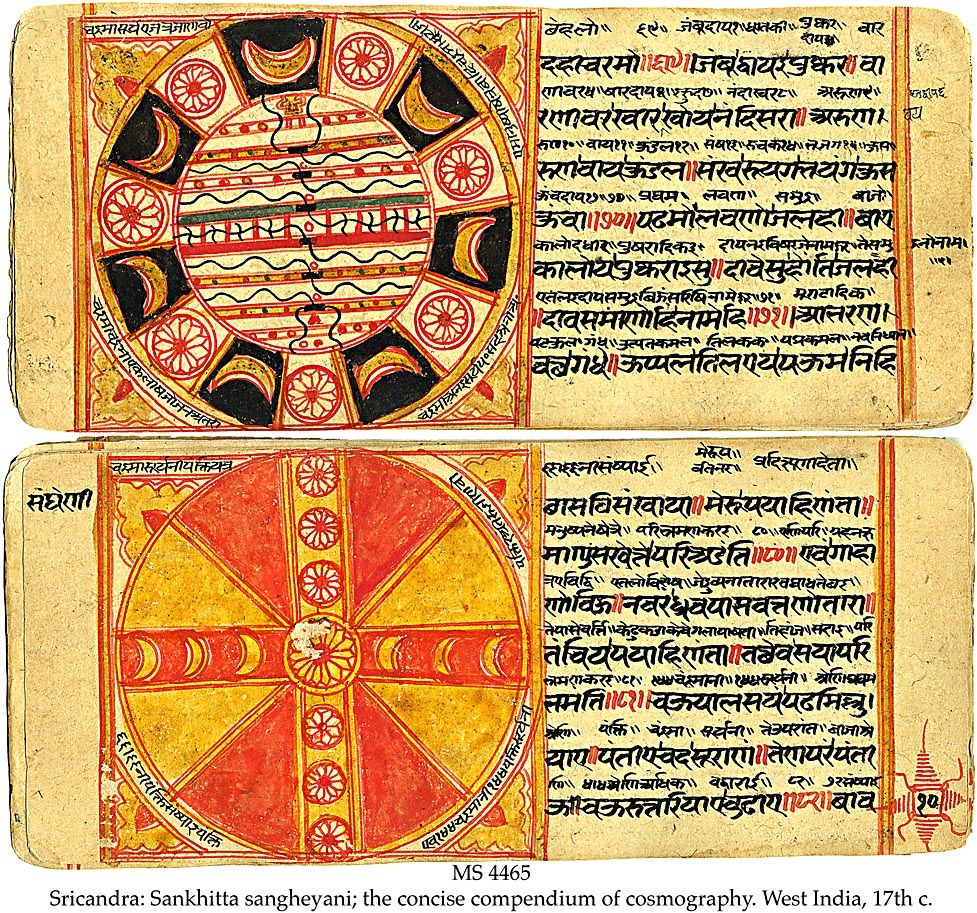
Imagen del que explica el sistema de la cosmología jaina.

La cosmología jaina postula que el universo no fue creado por ningún Dios o ser supremo, ni nunca dejará de existir (creación y destrucción infinitos, universos sobre universos). Es independiente y autosuficiente, y no requiere ningún poder superior para gobernarlo. Los primeros jainas contemplan la naturaleza de la tierra y el universo y se desarrollaron hipótesis detalladas sobre diversos aspectos de la astronomía y la cosmología. Según los textos jaina, el universo se divide en tres partes, los mundos superiores, medios e inferiores, denominados respectivamente urdhwa-loka, madhia-loka y adho-loka.
El universo se compone de seis partes:
- la yiva (la entidad viviente);
- pudgala (la materia);
- dharma tattva (la sustancia responsable de la circulación),
- adharma tattva (la sustancia responsable del descanso),
- akash (el espacio como sustancia), y
- kala (el tiempo). El tiempo es sin principio y eterno, la rueda cósmica del tiempo (kala chakra) gira sin cesar. Se divide en dos mitades, llamadas utsarpini y avasarpini. Utsarpini es un período de prosperidad progresiva, donde los aumentos de felicidad, mientras que avsarpiṇī es un período de aumento de la tristeza y la inmoralidad.

El jainismo «ve animales y la vida misma en una luz completamente diferente, lo que refleja un análisis científico de Asia indígena que da una definición diferente del alma, la persona humana, la estructura del cosmos, y la ética». Existen cuatro destinos para las yivas al reencarnar, que a su vez se dividen estados o jerarquías superiores e inferiores: seres avanzados (devas), humanos, animales y seres infernales (que nacen en el inframundo).

### Atomismo jaina
La hipótesis india sobre el atomismo más elaborada se conserva en las doctrinas de la religión jaina, que se remonta a por lo menos el siglo VI a. C. Algunos de los textos jainas que se refieren a la materia y los átomos son el Pañcha-astikaia-sara, el Kalpa Sutra, el Tattwa-artha-sutra y el Pannavana-sutta. Los jainas contemplan el mundo como un conjunto completo de los átomos, a excepción de las almas. Los paramāṇus (no ‘átomos’ sino más bien ‘moléculas’) fueron considerados como los elementos básicos de toda la materia. Su concepto de átomo era muy similar al atomismo clásico, que difieren principalmente en las propiedades específicas de los átomos. De acuerdo con las doctrinas jainas, cada átomo tiene un tipo de gusto, un olor, un color, y dos tipos de toque (aunque no está claro qué se entiende por «tipo de contacto»).
La materia puede existir en uno de dos estados:
- átomos sutiles (paramanu), que pueden encajar en espacios pequeños, y
- átomos (anu), que tienen extensión y ocupan un espacio finito.

## Tres doctrinas jainas de la relatividad
- Syādvāda: doctrina de la predicación condicionada y;
- Nayavāda: teoría de puntos de vista parciales.
- Anekāntavāda: es una de las tres doctrinas jainas de la relatividad utilizadas para la lógica y el razonamiento.

Estos conceptos filosóficos jainas hicieron importantes contribuciones a la antigua filosofía india, especialmente en las áreas del escepticismo y la relatividad.

### Syādvāda
Syādvāda es la teoría de la predicación condicionada, que proporciona una expresión a «anekānta», recomendando que el epíteto «syād» preceda toda frase o expresión. Syād-vāda no es solo una extensión de la ontología anekānta, sino un sistema independiente de lógica capaz de mantenerse por sí mismo.
La raíz etimológica del término sánscrito «syād» es ‘tal vez’ o ‘puede’, pero en el contexto del syādvāda, significa ‘de alguna manera’ o ‘desde un punto de vista’. Puesto que la realidad es compleja, ninguna proposición puede de manera individual expresar la naturaleza de la realidad de manera completa. Así el término «syāt» debería preceder cada proposición, dándole un punto de vista condicional y eliminando por tanto cualquier dogmatismo en la afirmación. Puesto que afirma que cada enunciado es expresado de siete maneras condicionales o relativas distintas, syādvāda es conocido como «saptibhaṅgīnāya» o la teoría de las siete predicaciones condicionadas. Estas siete propuestas, también conocidas como saptibhaṅgī, son:
- syād-asti: «de alguna manera, existe.
- syād-nāsti: «de alguna manera, no existe.
- syād-asti-nāsti: «de alguna manera, existe y no existe.
- syād-avaktavyaḥ: «de alguna manera, no es descriptible.
- syād-asti-avaktavyaḥ: «de alguna manera, existe y no es descriptible
- syād-nāsti-avaktavyaḥ: «de alguna manera, no existe y no es descriptible
- syād-asti-nāsti-avaktavyaḥ: «de alguna manera, existe, no existe y no es descriptible

Cada una de estos siete enunciados examina la complejidad y la naturaleza multifacética de la realidad desde un punto de vista relativo de tiempo, espacio, substancia y modo. Ignorar la complejidad de la realidad es cometer la falacia del dogmatismo.

### Nayavāda
El naiavada es la teoría de los puntos de vista parciales. Nayavāda se compone de dos palabras en sánscrito: naya («punto de vista parcial») y vāda («opinión»). Se utiliza para llegar a una cierta inferencia desde un punto de vista. Un objeto tiene infinitos aspectos en él, pero en la práctica cuando se describe un objeto, se habla solo de los aspectos relevantes y se ignoran los irrelevantes. Esto no niega el resto de sus atributos, cualidades, modos y otros aspectos: simplemente son irrelevantes desde una perspectiva particular. Autores como Natubhai Shah (n. 1945) explican nayavāda de la siguiente manera: cuando hablamos de un automóvil azul estamos simplemente considerando el color del automóvil. Sin embargo, nuestra afirmación no implica que el automóvil esté desprovisto de otros atributos como marca, modelo, motor, velocidad, precio y similares. Este punto de vista particular se llama naya o punto de vista parcial. Como tipo de filosofía crítica que es, nayavāda sostiene que todas las controversias filosóficas surgen de la confusión de puntos de vista, y que los puntos de vista que adoptamos son, aunque puede que no nos demos cuenta, «el resultado de los propósitos que perseguimos». Mientras nosotros trabajamos con las limitaciones del lenguaje y vemos la naturaleza compleja de la realidad, Mahavira utilizó el lenguaje de nayas. Nayas, siendo una expresión parcial de verdad, nos permite comprender la realidad por partes.

### Anekantavada
La doctrina anekantavada es una de las ideas fundamentales del jainismo. Hace referencia a los principios del pluralismo y la variedad de puntos de vista, la noción de que la verdad y la realidad son percibidos de manera distinta desde puntos de vista diversos y no existe un único punto de vista con la verdad absoluta.
- anekāntavāda, en el sistema AITS (alfabeto internacional para la transliteración del sánscrito).
- अनेकान्तवाद, en escritura devanagari del sánscrito. Pronunciación: /anekánta váda/.
- Etimología: escepticismo, «creencia en que no hay un solo fin», siendo an: partícula negativa; eka: «uno»; anta: «final, objetivo»; y vāda: «discurso (doctrina)».

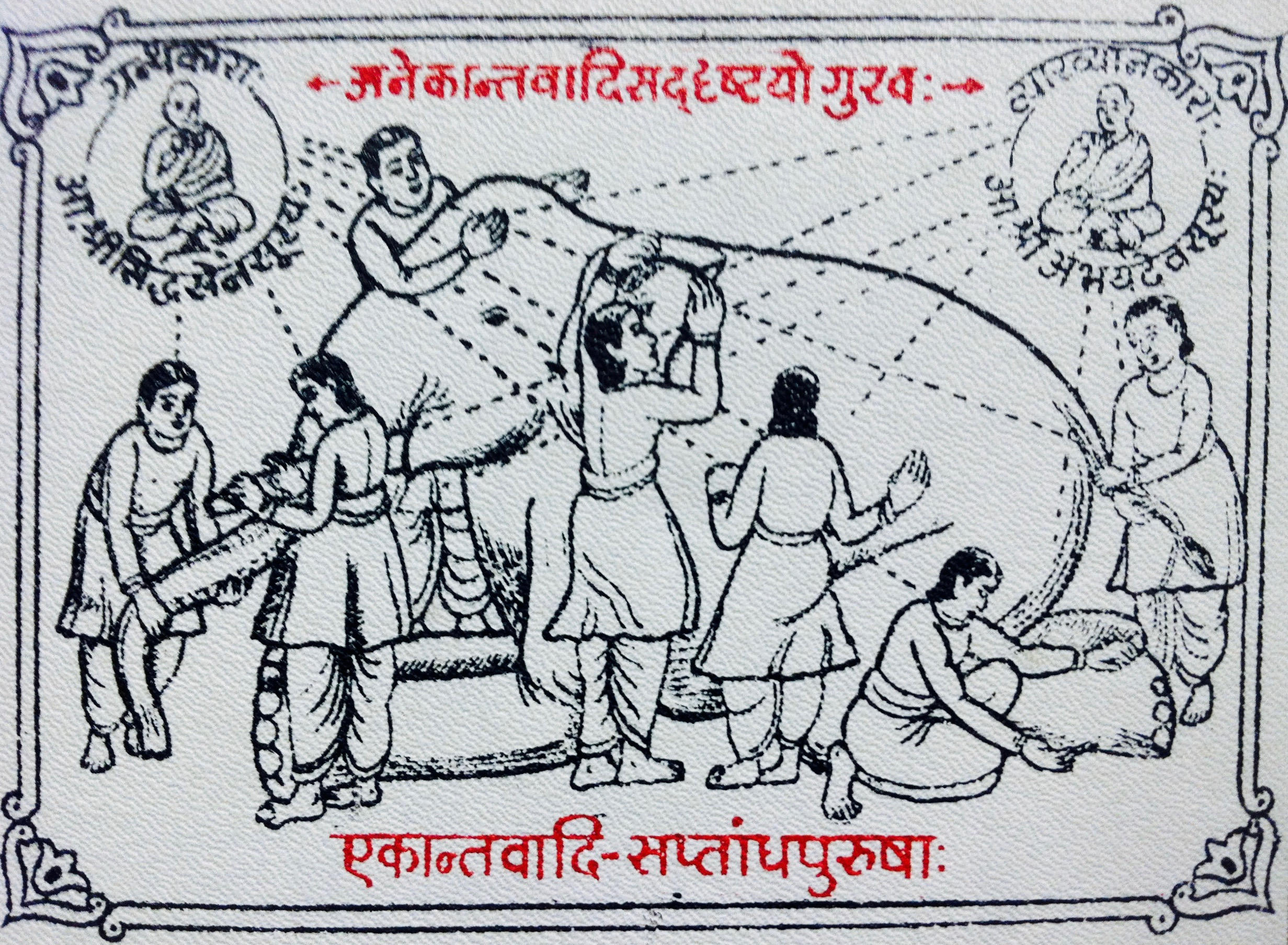
Imagen de la parábola de los ciegos y el elefante, muy empleada para explicar el concepto de anekantavada

El anekantavada se opone a los intentos de proclamar la verdad absoluta con adhgajanyāyah, lo que puede verse a través de la parábola de «los ciegos y el elefante». En esta historia cada hombre palpó una parte del elefante (rodilla, oreja, barriga, trompa, etc). Todos los hombres indicaban comprender y conocer la apariencia real del elefante, pero solo podían tener éxito de manera parcial debido a sus perspectivas limitadas.
Se puede llevar a cabo una aproximación más formal de este principio observando que los objetos son infinitos en cuanto a sus cualidades y formas de existencia, por lo que no pueden ser completamente comprendidos en todos sus aspectos y manifestaciones por ser finita la percepción humana. De acuerdo con el jainismo, solo los kevalins (los seres omniscientes) pueden comprender los objetos en todos sus aspectos y manifestaciones. El resto solo son capaces de adquirir un conocimiento parcial. En consecuencia, ninguna visión del ser humano como individuo puede proclamar poseer la verdad absoluta.
Los orígenes del anekāntavāda se remontan a las enseñanzas de Mahavira (599-527 a. C.), el fundador del jainismo. El indólogo alemán Hermann Jacobi cree que Mahavira empleó la dialéctica del anekāntavāda para refutar el agnosticismo de Sanyaia Belathaputta. Dialécticamente, los conceptos de syādvāda (puntos de vista condicionados) y nayavāda (puntos de vista parciales) provienen de anekāntavāda, otorgándole una estructura lógica y una expresión más detallada. En idioma sánscrito, «an-eka-anta-vāda» significa literalmente ‘doctrina de la no exclusividad’; y se traduce como ‘escepticismo’ o como ‘no absolutismo’.
«An-ekānta» es ‘incertidumbre, no exclusividad’ es lo opuesto a «ekānta» (eka+anta): ‘exclusividad, absolutidad, necesidad’ (o también ‘doctrina monoteísta’).
El anekāntavāda anima a sus fieles a considerar el punto de vista y las creencias de sus rivales y oponentes. Los seguidores del anekāntavāda aplican este principio a la religión y la filosofía, recordándose a sí mismos que cualquier religión o doctrina ―incluyendo al jainismo― que se aferre dogmáticamente a sus principios, está cometiendo un error basado en su punto de vista limitado.

## Código de conducta jaina

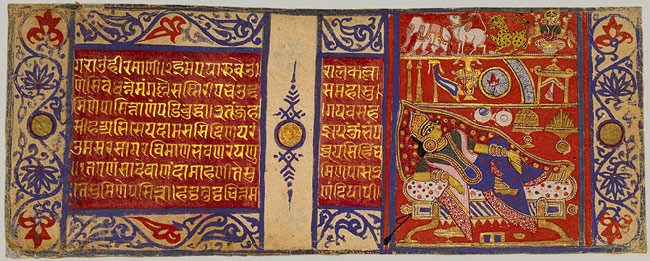
Los catorce sueños propicios de la madre de Yina (página de un kalpa sutra o «libro de rituales» dispersado; ca. 1465).

Los yina-kalpa son las ordenanzas practicadas por los yinas (opuestas a aquellas de los sthaviras). Consiste en cinco votos:
- ajimsa (no violencia).
- satiá (veracidad).
- asteia (no robar),
- brahmacharia (castidad) y
- aparigraja (desapego de lo material).

El jainismo pone mucha atención al aparigraja, el desapego de las cosas materiales a través del control de uno mismo, la penitencia, la abstención del goce de los sentidos, la limitación voluntaria de las necesidades y la disminución de la agresividad.

### No violencia

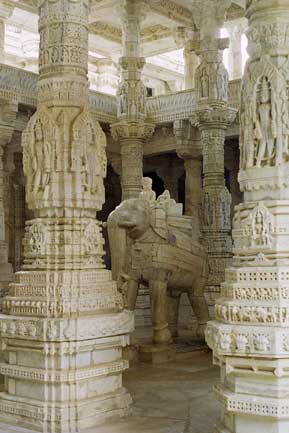
Estatua de elefante en el interior del templo de Ranakpur.

El origen último de este principio está en el rechazo a los rituales que llevaban a cabo los brahmanes y que solían implicar el sacrificio de animales. El sacrificio del periodo védico estaba asociado a mucha vivencia y los propios brahmanas habían comenzado a transformar los sacrificios pero es en el periodo sramana cuando los renunciantes se enfrentan radicalmente a los sacrificios. Para los ascetas, el sacrificio estaba en uno mismo y se produjo una internalización del ritual que no incluía propiamente ritos y que enfatizaba el principio de la no violencia de una forma muy amplia. Al parecer, fue Mahavira quien planteó un sistema coherente con conceptos comunes a otros sistemas sramánicos como el ciclo de renacimientos samsara o la liberación moksa integrados en la idea de respeto por todos los seres vivos.
La idea de no violencia o ahimsa es central en el jainismo y aunque se lleva al límite en la vida de los ascetas condiciona desde los hábitos alimenticios de los laicos hasta los sistemas de pensamiento y la filosofía jainista. Por ejemplo, tiene sus consecuencias filosóficas en el anekantavada o no absolutismo. Igualmente el principio de ahimsa está también detrás de la renuncia a lo material por cuanto al poseer podemos dañar a otros seres. Desde sus orígenes, los jainas han dedicado tratados a calificar los tipos de violencia, su origen y quien o que puede ser víctima de ella, realizando un estudio de tipo psicológico muy temprano. Igualmente, aunque el concepto de ahimsa o no violencia no solo debe plantearse de forma negativa, en el sentido de no matar, sino que tiene una formulación positiva. Es decir, también debe entenderse como el deber de ser compasivo o de cultivar la amistad.
La compasión por toda vida, ya sea humana o no humana, es central en el jainismo. La vida humana se valora como una oportunidad única y rara para alcanzar la iluminación. Matar a una persona, independientemente del crimen que haya cometido, es considerado por el jainismo como algo extremadamente horrendo. En esta misma línea, el jainismo requiere tanto de laicos como de monjes de todas sus sectas y corrientes la práctica del vegetarianismo. En algunas regiones indias como el Rayastán o Karnataka la influencia de los jainas ha sido tan fuerte que la mayoría de los hindúes de la zona se han convertido también en vegetarianos.
No obstante, a lo largo de la historia los jainistas han sido nobles, reyes o guerreros de importancia.
Los filósofos jainas han llegado a integrar el principio de no violencia con la guerra y el gobierno de los reinos. Esta aparente contradicción se ha solucionado de varias maneras, por ejemplo plateando la necesidad de mantener a salvo el propio jainismo o defendiendo la idea de que es posible ir a la guerra practicando la mínima violencia necesaria.
Se puede afirmar por ello que ahimsa no equivale a pacifismo.
El sabio jainista Jema Chandra (1088-1172), que fue gurú del rey jainista Kumara Pala (1143-1173), planteó un ideal de realeza jainista que no era en absoluto pacifista y entroncaba con las numerosas referencias y metáforas militares que se encuentran en los Agamas jainistas. Su planteamiento apela a que el deber o dharma de un rey implica violencia siempre y cuando esta no se ejerza con un odio o fijación personal y esté dirigido a la protección de los ascetas entregados al ahimsa.

### Vegetarianismo
El vegetarianismo es un modo de vida para un jaina, teniendo su origen en el concepto de yivá-daia (‘compasión hacia la vida’) y el ajimsa ('no violencia'). La práctica del vegetarianismo es vista como un instrumento para la práctica de la no violencia y la coexistencia pacífica y cooperativa.
No todos los jainas son veganos. El uso de productos lácteos está permitido siempre que sean obtenidos y preparados según las normas dictadas. Antes de ordeñar una vaca, se debe permitir a los jóvenes terneros, si los hay, mamar hasta un tercio de la producción esperada. Consumen solamente seres sin sentidos (sin sistema nervioso), principalmente del reino vegetal. Si bien la dieta jaina implica el aniquilamiento de cosas sin mente como son las plantas, esto se ve como la forma de sobrevivir que causa el mínimo de violencia hacia los seres vivos. Algunas formas de los vegetales, como las frutas, son mejor vistas por el jainismo por comportar simplemente la extracción de una parte de la planta y no su destrucción total como ocurre si se comen raíces o brotes.

### Meditación

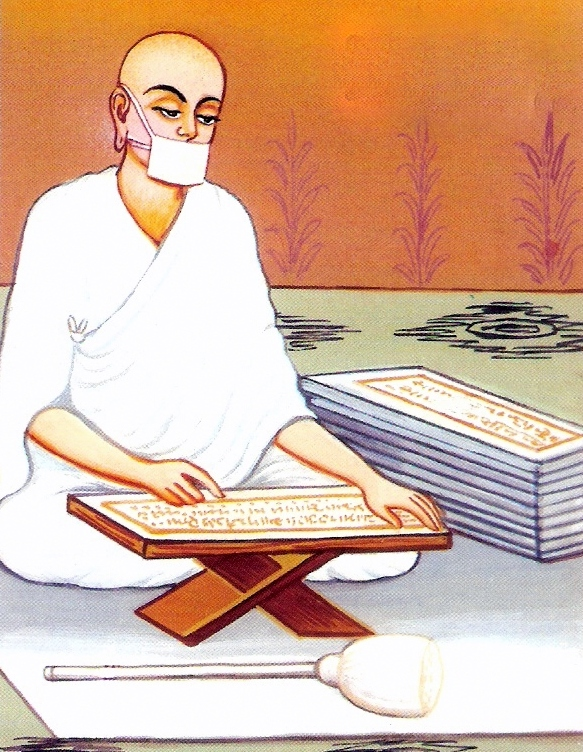
Monje jaina en meditación.

La meditación jaina pretende llevar el alma a un estado de completa libertad de las ataduras.
Los textos jainas ofrecen una guía detallada sobre técnicas de meditación para alcanzar un conocimiento y conciencia plenos. Las técnicas de meditación jaina están diseñadas para ayudar al que las practique a permanecer apartado de los apegos y los odios y así conseguir una liberación de las ataduras del karma mediante la percepción correcta, el conocimiento correcto y la conducta correcta. Estos tres puntos se conocen como ratna-traia («las tres gemas» del jainismo), y son imprescindibles para lograr que el alma se eleve.

### Karma
El concepto de karma en el jainismo trasmite un significado totalmente diferente al que suele entenderse en la religión hinduista y en la civilización occidental. No se trata de una fuerza inaccesible que controla el destino de los seres vivos de forma inexplicable. No se refiere simplemente a «acto», «trabajo» ni tampoco una fuerza mística invisible (adrista) sino más bien un material delicado, imperceptible para los sentidos que interactúa con el alma con una calidad e intensidad proporcional a las acciones, pensamientos realizados y las palabras dichas que se hayan guiado por aversiones y apegos causando nuevas ataduras.
El karma en el jainismo es algo material (karma-paudgalam) que produce ciertas condiciones como una medicina tiene múltiples efectos. Los efectos del karma que se contemplan en el jainismo son más un conjunto de leyes físicas que de leyes morales. Es uno de los puntos de vista que difieren del Budismo que considera la teoría del Karma como acto volitivo, y no como partículas subatómicas que se encuentra por todo el Universo.
Los karmas se agrupan en «karmas dañinos», que obstruyen la verdadera naturaleza del alma y «karmas no destructivos». A causa de que existen karmas dañinos, el alma está encerrada en un cuerpo y deberá experimentar dolor y sufrimiento de maneras diferentes. El jainismo realiza una extensa clasificación sobre los tipos de karma a partir de estas dos categorías principales. Para los jainas, las personas que matan seres vivos generan mal karma, y más aún cuando lo hacen por diversión y placer (hartā): tendrán que reencarnar en lugares de tormento durante kalpas (eones), como animales o incluso insectos.
La liturgia jaina explica la forma de contener la influencia del karma así como librarse de los karmas acumulados.

### Moksha
En el jainismo el moksha es lo mismo que el nirvana. Cuando una persona alcanza el moksha se libera del ciclo de nacimientos y muertes (samsara) consiguiendo su máxima pureza. Entonces se convierte en siddha, literalmente «aquel que ha conseguido su objetivo último».

## Comunidad jaina

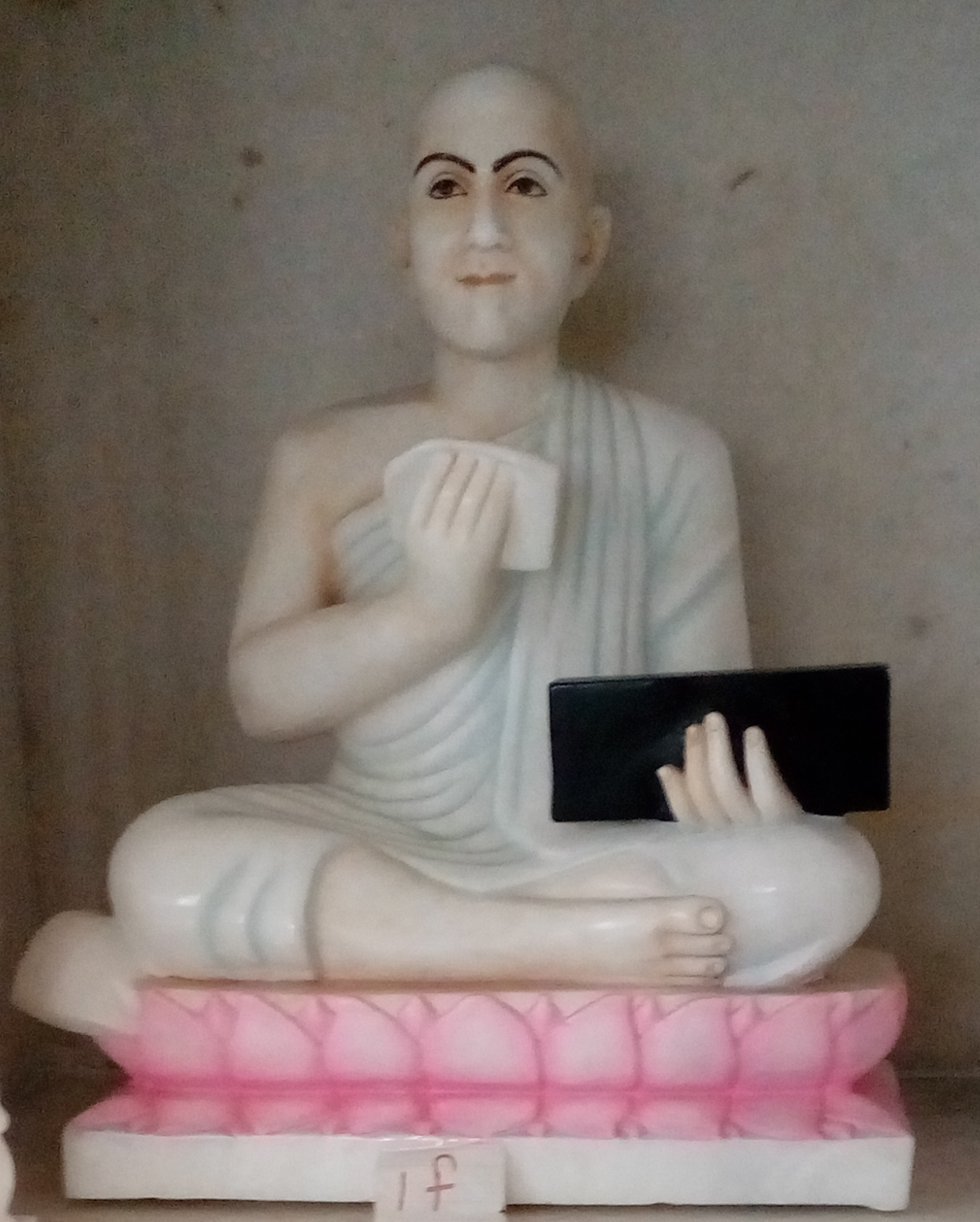
Filósofos Jainistas, como Yasovijaya, defendieron una teoría de anekantavada que podría interpretarse como una forma de inclusivismo.

Los miembros de la comunidad jaina se dividen en cuatro grupos. Monjes (muni), monjas (aryika), hombres jainas laicos (Śrāvaka) y mujeres laicas sravika. Este orden se conoce como sangha.

### Monacato jaina

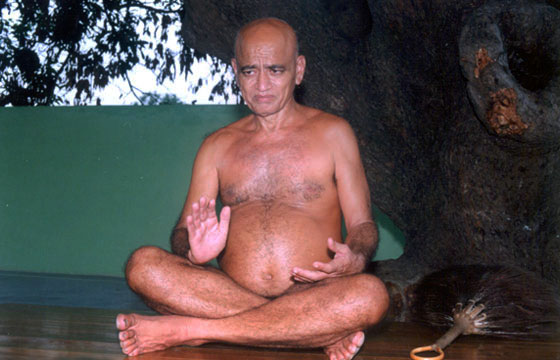
Acharya Vidyasagar, monje dig-ambara («vestido con las direcciones» [norte, sur, este y oeste], desnudo).

En el jainismo suele emplearse el término yain muni (en sánscrito: जैन मुनि) o muni para referirse tanto a los monjes como a las monjas.
Se les suele llamar sadhus y sadhuís, respectivamente en la tradición de la secta svetambara.
Las dos corrientes principales dentro del jainismo (Digambara y Svetambara) muestran ciertas diferencias en los hábitos monacales. Los monjes Digambara no visten ropas en absoluto como forma de practicar el rechazo a los apegos. Los monjes y monjas Svetambara llevan ropas blancas pues consideran que deben llevarse ropas sencillas y anchas mientras no desarrollen un apego por ellas. Los monjes y monjas jainas viajan a pie y rechazan incluso el transporte sanitario.
Como se prescribe en textos antiguos como el Acharanga, las condiciones del monacato son bastante estrictas y surgen de las enseñanzas de Mahavira. Los cinco Mahavratas son los cinco votos principales que deben observar los monjes jainas
1. No violencia (ahimsa).
2. Verdad (satiá).
3. No robar (asteia).
4. Castidad (brahmacharia).
5. No posesión, o desapego (aparigraja).

Para los jainas laicos que pueden casarse y poseer propiedades existe un equivalente de cinco votos llamados anu-vratas (pequeñas promesas).
El monacato entre los jainas lleva aprejada una vida mendicante y nómada que solo se detiene por razones como: la edad, una enfermedad o algún interés erudito. Ocasionalmente se ha empleado el término yati para referirse a los monjes en general y también a aquellos que adoptaban una vida sedentaria.

### Subdivisiones
Las dos principales divisiones del jainismo son los digambar (desnudos, ‘vestidos con las direcciones [norte, sur, este y oeste]’) y los svetambara (‘vestidos con [tela] blanca’). En el siglo XX, los svetambara representaban alrededor del 80 % de los jainas.
Sin embargo, cada una de estas dos vertientes está a su vez subdividida en múltiples ramas. A pesar de las diferencias, las relaciones entre jainas suelen ser cordiales.
Algunas de las diferencias entre las dos escuelas incluyen la iconografía, las reglas monásticas, el código de vestimenta y aspectos doctrinarios. Uno en particular es que los digambaras consideran que solo los hombres pueden alcanzar el moksha y que las mujeres deben hacer mérito para nacer como hombres en su próxima encarnación. En cambio los svetambaras consideran que tanto hombres como mujeres pueden alcanzar moksha y que incluso Mallinatha (el 19.º tirthankara del jainismo) fue mujer, cosa que los digambaras rechazan.

### Vida del jaina laico frente al monje
Aunque quizás mejor conocidos por sus prácticas ascéticas extremas, la vida del jaina promedio laico no difiere mucho de la del ciudadano común. La mayoría de las más rigurosas prácticas están prescritas para los monjes. El jaina laico puede casarse, tener hijos, vestir normalmente y aunque se recomienda el vegetarianismo, puede tener una alimentación más variada. Además se estimula que los laicos realicen labores que serían consideradas "violentas" para los monjes como cocinar (ya que, aun en la cocina vegetariana, se estaría matando microorganismos con el agua caliente). En esto el jainismo recuerda la relación entre los perfectos y los oyentes del catarismo.

## Arte jaina

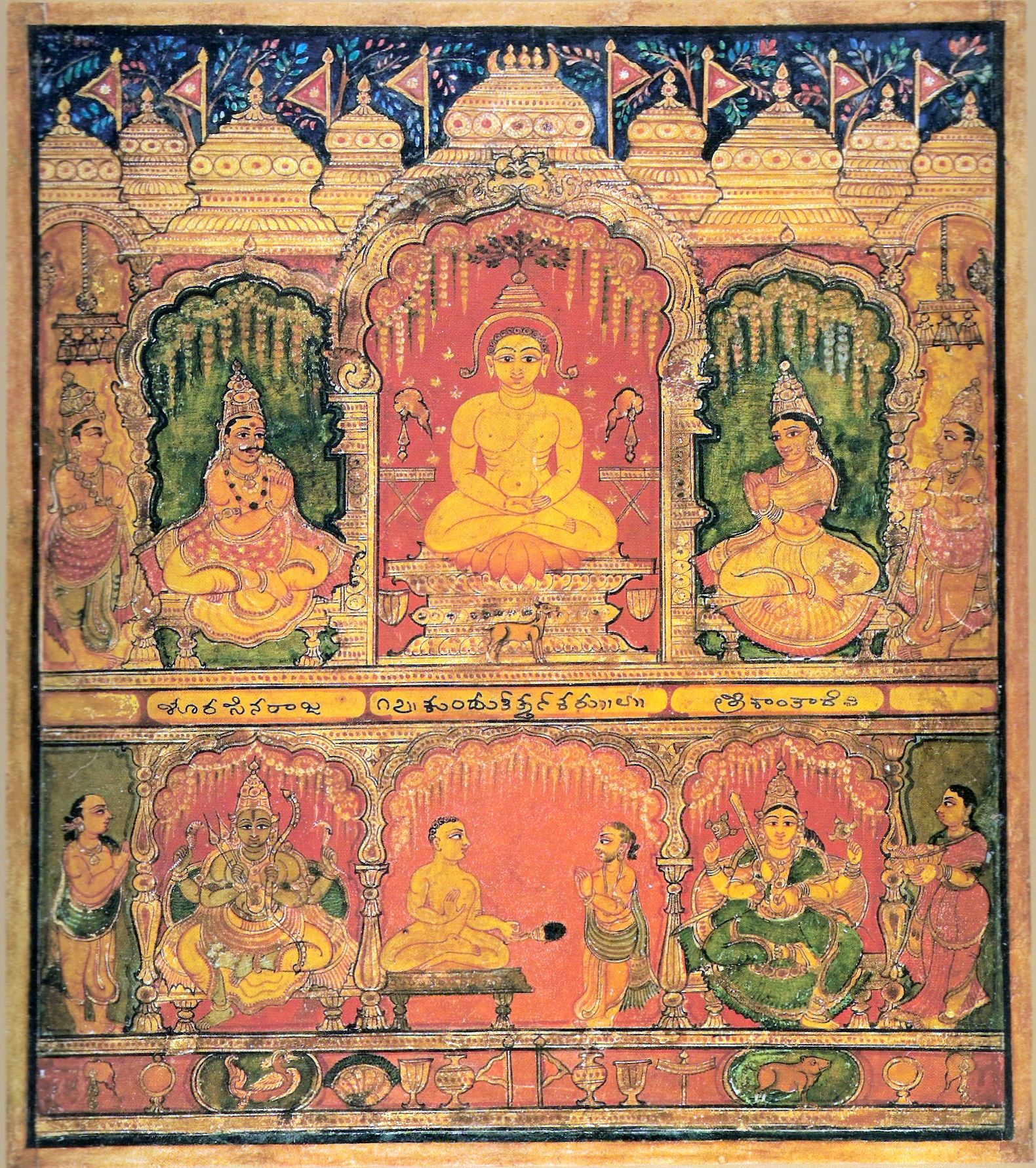
Imagen que muestra la adoración del tirthankara Kunthunatha de principios del

El jainismo ha contribuido notablemente al arte de India y a la arquitectura de India. Normalmente se centra en mostrar a los tirthankara u otras figuras importantes o eventos relevantes de la tradición jaina.Yakshas y yakshinis, espíritus protectores, suelen aparecer con ellos. Las muestras más tempranas de imaginería se encuentran en el museo de Patna y datan del siglo III antes de Cristo. Algunas imágenes de bronce de Parsuá que se encuentran Bombai y en este mismo museo datan también del siglo II antes de Cristo.

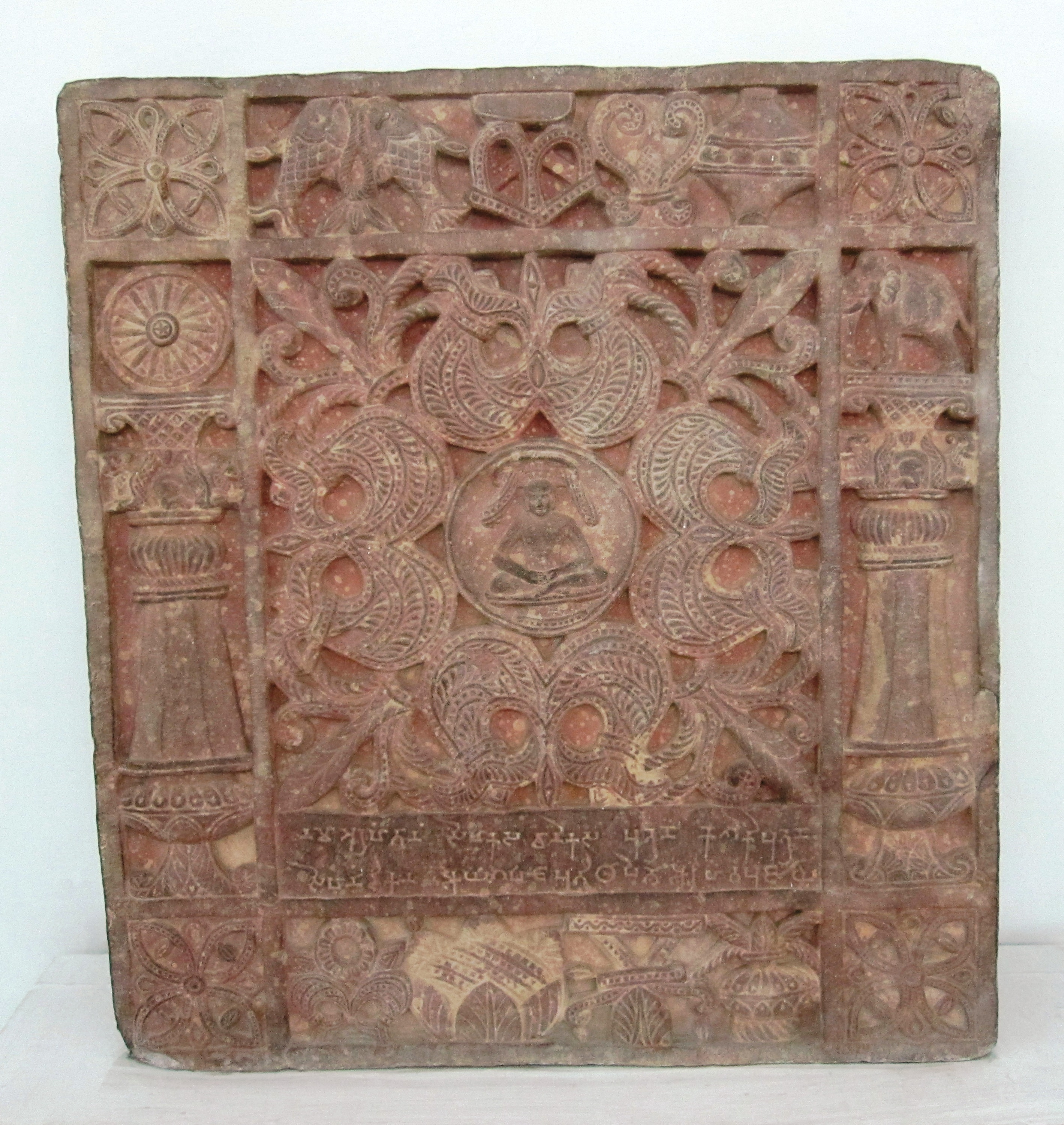
Ayagapata, placa votiva de, Kankali Tila

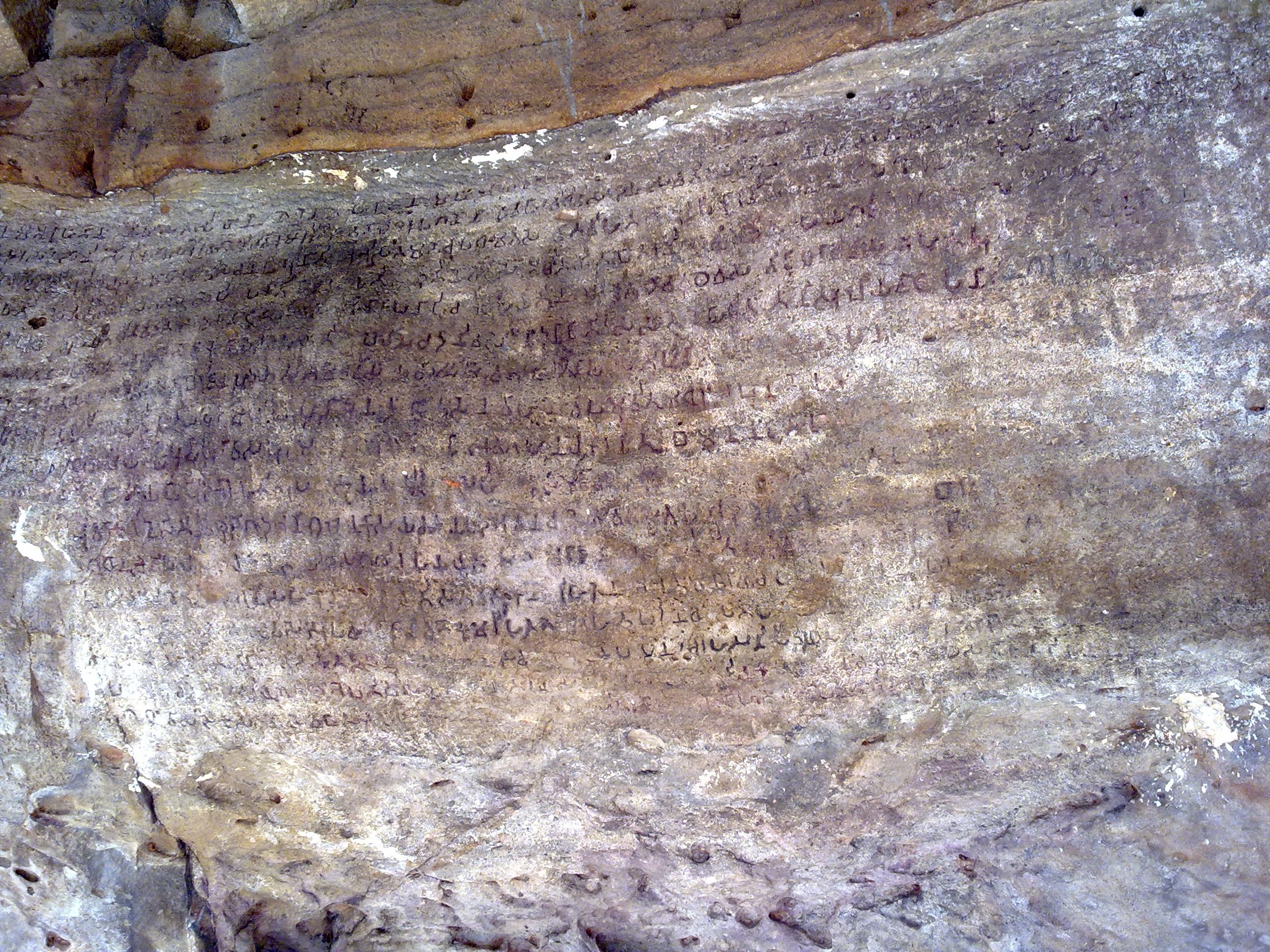
Inscripciones en una roca en Udaygiri-Khandagiri del siglo I después de Cristo, Odisha.

Los Ayagapata son unas tablas votivas empleadas por el jainismo para la adoración y la donación presentan imágenes y símbolos. Estas piezas de piedra han sido encontradas en lugares como Kankali Tila cerca de Mathura en Uttar Pradesh, India. La práctica de donar estas tablas está documentada desde el siglo III antes de Cristo.
Otro elemento recurrente es el Samavasarana, lugar de predicación de los tirthankaras, que presenta varios círculos alrededor de la figura predicando.
Ejemplos de la arquitectura son los templos o estructuras como la torre de la Fama en Rajasthan. También existen manuscritos decorados que se conservan en bibliotecas jainas y contienen diagramas que explican la cosmología jainista. La mayoría de las pinturas muestran eventos históricos o relevantes para el jainismo. Cada uno de los tirthankaras aparece asociado a unos elementos distintivos. Por ejemplo Rishabha aparece en la posición del loto o de pie y junto a su símbolo, el toro.

### Templos
El templo es la institución jaina de mayor importancia y los laicos han dedicado sus riquezas a su mantenimiento y construcción. Los fieles no permiten que los templos tengan estatuas mutiladas ni daños de ningún tipo y son, por ello, considerados como los más pulcros de la India. El templo suele contener un sitio de retiro para ascetas.
El templo más antiguo conocido se encuentra en Mathura (norte de la India), y puede situarse entre los siglos II y I a. C.
Anteriormente los templos debieron ser retiros para ascetas o simples cuevas. Existen también templos fuera de la India que reproducen la arquitectura de los que sí se encuentran allí. Los templos jainas suelen tener manastambhas (columnas) a la entrada.
Algunas de las ramas del jainismo no tienen templos como los taranapanthi que rechazan el culto a imágenes de los tirthankaras

## Textos y autores
- Yina-shataka, un escrito de Yambu Kavi.
- Yina-shata-panyiká, de Shamba Sadhu.
- Yina-stuti
- Yina-iagña-kalpa, de Asha Dhara.